# Bársonyhátú rózsabogár
A bársonyhátú rózsabogár (Mecynorhina polyphemus) a rovarok (Insecta) osztályának bogarak (Coleoptera) rendjébe, ezen belül a mindenevő bogarak (Polyphaga) alrendjébe és a ganajtúrófélék (Scarabaeidae) családjába tartozó faj.
Nemének a típusfaja.

## Előfordulása
A bársonyhátú rózsabogár előfordulási területe, Afrika trópusi részein levő sűrű erdők.

## Alfajai
- Mecynorhina polyphemus confluens Kraatz, 1890
- Mecynorhina polyphemus polyphemus (Fabricius, 1781)
- Mecynorhina polyphemus rufuino[1]

## Megjelenése
E bogárfaj esetében szembetűnő a nemi kétalakúság. A hím 35-80 milliméter hosszú, lapított testű, bársonyos színezettel; ezeken kívül szarvai is vannak. A nőstény 35-55 milliméter hosszú, sima páncélzata visszatükrözi a fényt és nincsenek szarvai.

## Életmódja
A bársonyhátú rózsabogár főleg gyümölcsökkel és a fák nedveivel táplálkozik.

## Szaporodása
A lárva a kidőlt vagy elhalt fák törzseiben él. A harmadik vedlés után bebábozódik. A lárva a bábot egy szilárd tárgyra rögzíti.

## Képek

A bristoli
állatkertből és
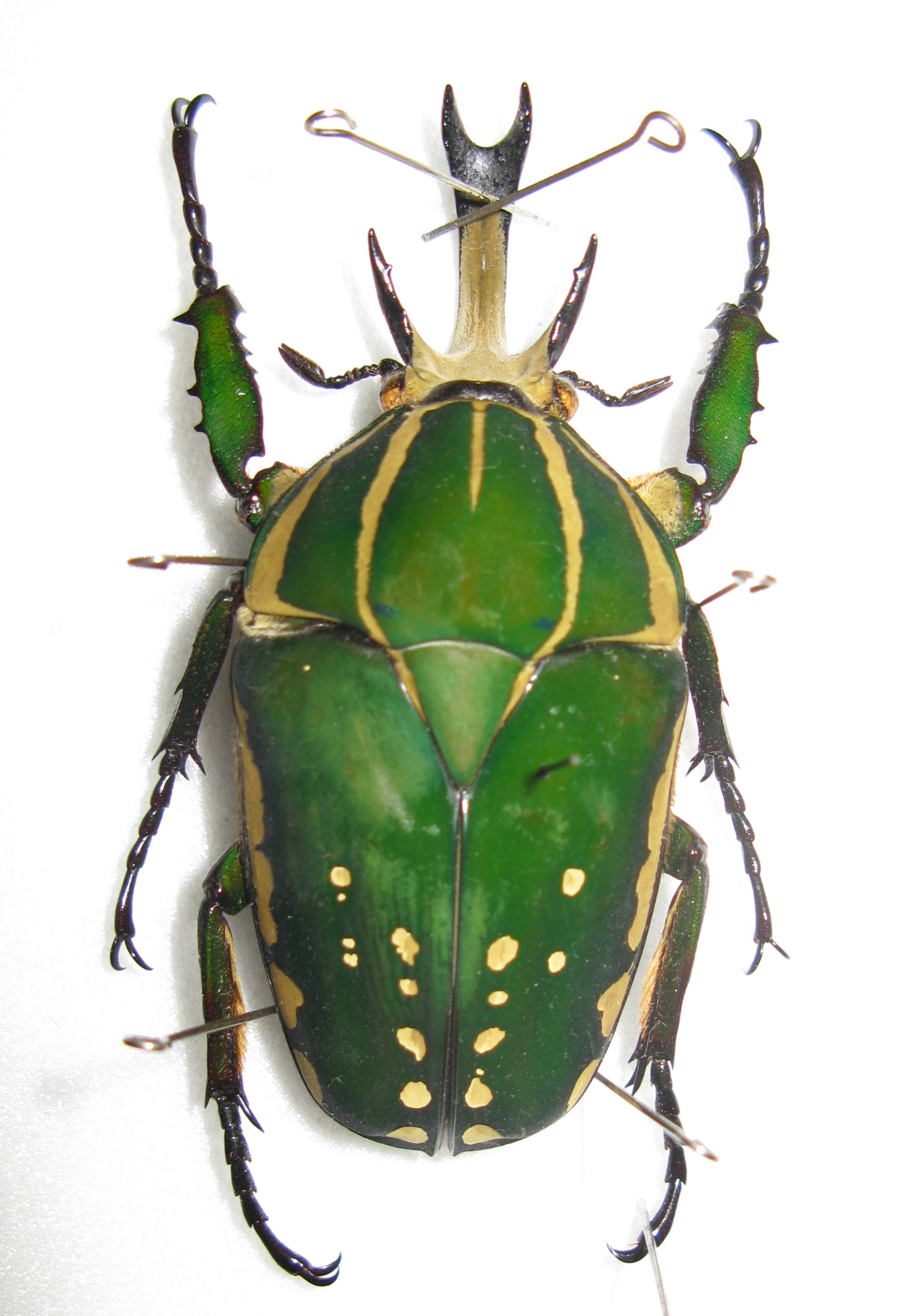
egy gyűjteményből

## Fordítás
- Ez a szócikk részben vagy egészben  a   Mecynorhina polyphemus című angol Wikipédia-szócikk ezen változatának fordításán alapul.  Az eredeti cikk szerkesztőit annak laptörténete sorolja fel. Ez a jelzés csupán a megfogalmazás eredetét és a szerzői jogokat jelzi, nem szolgál a cikkben szereplő információk forrásmegjelöléseként.